# Adaptateur cassette
 (décembre 2024).
Si vous disposez d'ouvrages ou d'articles de référence ou si vous connaissez des sites web de qualité traitant du thème abordé ici, merci de compléter l'article en donnant les références utiles à sa vérifiabilité et en les liant à la section « Notes et références ».

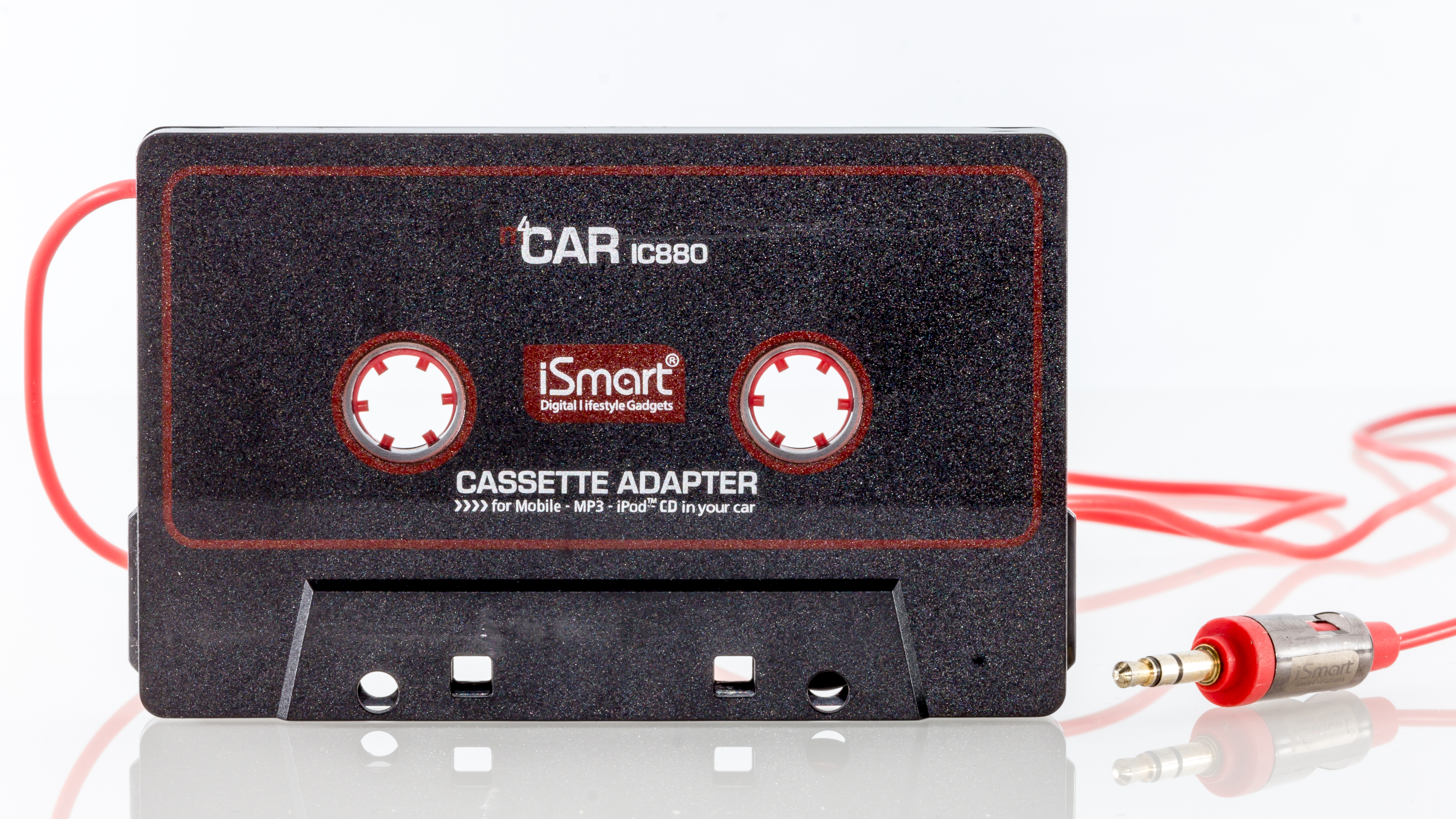
Adaptateur cassette

Un adaptateur cassette est un adaptateur permettant, d'utiliser un système d'amplification audio, en passant par le lecteur de cassettes en l'absence d'entrée auxiliaire.

## Intérêt
Il permet ainsi d'utiliser des systèmes disposant d'un amplificateur et de haut-parleurs, mais non munis d'entrée, ou trop anciens pour posséder autre chose qu'un lecteur de cassettes, avec un matériel non équipé d'amplificateur suffisant, prévu pour l'écoute sur casque.
Typiquement, il permet d'écouter de la musique issue d'un baladeur CD, MiniDisc ou numérique sur un autoradio ou un radiocassette, en contournant le fait que ce dernier ne possède pas de lecteur CD ou MiniDisc, ou de port USB.
Un adaptateur cassette permet donc de faire l'économie d'un système audio plus récent, dans la mesure où son prix est considérablement plus faible (généralement moins de 10 euros, éventuellement combiné avec un cordon allume-cigare permettant de recharger la batterie de la source externe).
Il peut aussi être utilisé pour faire le lien entre un autoradio et un système de guidage par satellite.

## Fonctionnement
Concrètement, l'adaptateur consiste en un boîtier ayant la forme d'une cassette, ce qui permet de l'insérer dans le casier du lecteur. Ce boîtier est relié à un câble qu'on laisse sortir du casier, et qui se termine par une fiche, traditionnellement un jack, destinée à être connectée à la sortie casque de la source extérieure.
L'adaptateur convertit alors le signal envoyé par la source extérieure de manière qu'il soit lisible par le lecteur de cassettes.
Certains adaptateurs, plus récents, sont capables de se connecter sans fil avec la source extérieure, grâce au protocole Bluetooth.

## Complément
Un adaptateur cassette  peut aussi être un lecteur de carte sd convertissant les données musicale de la carte SD en données lisibles par le poste cassette.
Cet adaptateur dispose d'un lecteur de SD qui permet d'insérer une carte au format SD, micro SD, MMC ...
Sur cette carte vous déposez les fichiers au format MP3.
Ensuite la cassette convertit le signal de la carte en signal lisible par le lecteur cassette,
On peut même changer de morceau en jouant sur les avances rapides et retour rapide.